# Années 20 (film)
Pour plus de détails, voir Fiche technique et Distribution.
Années 20 est un film dramatique français réalisé par Élisabeth Vogler et sorti en 2021.

## Synopsis
Dans Paris, un soir de beau temps en 2020. Une caméra se promène, d'un passant à l'autre, collectant des bribes de conversations et dressant un panorama de la ville et d'une époque. 

## Fiche technique
- Titre original : Années 20
- Réalisation : Élisabeth Vogler
- Scénario : Élisabeth Vogler, Joris Avodo, François Mark et Noémie Schmidt
- Musique : Jean-Charles Bastion
- Costumes : Julie Fournier
- Production : Olivier Capelli et Laurent Rochette
- Sociétés de production : 21 juin cinema et Les Idiots
- Société de distribution : Wayna Pitch Film
- Pays de production :  France
- Langue originale : français
- Format : couleur — 2,35:1
- Genre : drame
- Durée : 85 minutes
- Dates de sortie :
  - États-Unis : 11 juin 2021 (Tribeca)
  - France : 28 août 2021 (Festival d'Angoulême) ; 27 avril 2022 (sortie nationale)

## Distribution
- Noémie Schmidt : Blanche
- Alice de Lencquesaing : Julie
- Paul Scarfoglio : Gary
- Manuel Severi
- Zoé Fauconnet : Zoé
- François Mark
- François Rollin : François
- Mehdi Djaadi : le gamer
- Leo Poulet